# جسوره-۱
جسوره-۱ (به لاتین: Jessore-1) یک منطقهٔ مسکونی در بنگلادش است که در ناحیه جسور واقع شده‌است.